# Hockey Cernusco
La Hockey Cernusco è una società italiana di hockey su prato con sede a Cernusco sul Naviglio, Milano.

## Storia
Fondata nel 1967, raggiunge la Serie A1 al termine della stagione 1986/87.
A partire dal 1993 la squadra consegue un notevole numero di vittorie; tra le principali si ricordano: cinque scudetti, cinque Coppe Italia e tre Coppe dei Campioni di Poule B.

## Palmarès

### Maschile
- Scudetto: 5

1992-93, 1993-94, 1994-95, 1997-98, 1998-99
- Scudetto indoor: 3

1993-94, 1994-95, 1995-96
- Coppa Italia: 5

1991-92, 1994-95, 1997-98, 1999-00, 2006-07
- Coppa dei Campioni (poule B): 2

1993-94, 1999-00